# Szirtes Tamás
Szirtes Tamás (Budapest, 1945. január 7. –) Kossuth-díjas és Jászai Mari-díjas színházi rendező, színigazgató, egyetemi tanár.

## Életpályája
1964–1968 között végzett a Színház- és Filmművészeti Főiskola színházrendező szakán Major Tamás osztályában. 1968–1972 között a József Attila Színház, 1972–1973 között pedig a Miskolci Nemzeti Színház tagja volt. 1973 óta a Madách Színházban dolgozik mint rendező. 1977–2005 között a Színház és Filmművészeti Főiskola színházhallgatóinak tanára és egyetemi docens volt. 2004. február 1-jétől a Madách Színház Kht. ügyvezető igazgatója, megbízatása 2022. február 1-ig szólt. 2021-ben újabb 5 évre nevezték ki, így 2027-ig a színház igazgatója marad.
A Csillag születik tehetségkutató versenyének zsűritagja volt 2009-ben és 2011-ben.

## Családja
Édesapja, Szirtes László (1904–1959) az ötvenes években gyártásvezetőként dolgozott. Édesanyja, Blau-Neubauer Róza. Felesége Liska Zsuzsa színésznő, akivel 1970-ben kötött házasságot. Két gyermekük van: Krisztina (1972) és András (1973).

## Színházi rendezései
A Színházi adattárban regisztrált bemutatóinak száma: 127. .
- Dürrenmatt: Herkules és az Augiász-istálló (1967)
- Magnier: Mona Marie mosolya (1968)
- Kopányi György: Neveletlen példakép (1968)
- Carlo Goldoni: Két úr szolgája (1969)
- Dario Fo: Az angyalok nem játszanak flippert (1969)
- Szép Ernő: Vőlegény (1969, 1973)
- Hill-Hawkins: Canterbury mesék (1970, 1976)
- Molnár Ferenc: Harmónia (1970)
- Carlo Goldoni: Szmirnai komédiások (1970)
- Tabi László: Karikacsapás (1971)
- Hubay Miklós: Álomfejtés (1971)
- Victor Hugo: A királyasszony lovagja (Ruy Blas) (1971)
- Ugo Betti: Özönvíz avagy a milliomos látogatása (1971)
- Wilde: Bunbury (1972, 1976)
- William Shakespeare: Hamlet, dán királyfi (1972)
- Polgár András: A szembesítés eredménytelen (1973)
- Janikovszky Éva: Trallala és Lallala, avagy Most én jövök (1973)
- Deval: A potyautas (1973)
- Simon: A napsugárfiúk (1974)
- Szomory Dezső: Incidens az Ingeborg hangversenyen (1974)
- Molnár Ferenc: Egy, kettő, három (1974, 2001)
- Sarkadi Imre: Elveszett paradicsom (1975)
- Mitcell-Leigh: La Mancha lovagja (1975)
- Hubay-Vas-Ránki: Egy szerelem három éjszakája (1975)
- Németh László: Colbert (1976)
- William Shakespeare: Lóvátett lovagok (1977, 1987)
- Akutagava Rjúnoszuke: A vihar kapujában (1977)
- Arbuzov: Kései találkozás (1977)
- Hochhuth: Egy vadász halála (1978)
- Bethlen Miklós: Noé galambja (1978)
- Slade: Jövőre, veled, ugyanitt I. II. (1978, 2007)
- Polgár András: Kettős helyszín (1979)
- Drzic: Dundo Maroje (1979)
- Miller: A bajnokság éve (1979)
- William Shakespeare: Sok hűhó semmiért (1980)
- Clark: Mégis, kinek az élete? (1980)
- Brecht: Koldusopera (1980)
- Dürrenmatt: A baleset (1981)
- Karinthy Ferenc: Dunakanyar (1981, 1983)
- Slade: Jutalomjáték (1981, 2009)
- William Shakespeare: A makrancos hölgy avagy Boszorkányszelídítés (1982)
- Szakonyi Károly: Holdtölte (1982)
- T. S. Eliot - A. L. Webber: Macskák (1983)
- Topor: A bolond (1984)
- Kander-Ebb: Kabaré (1984, 1991)
- Stoppard: Íme egy szabad ember (1985)
- William Shakespeare: Vízkereszt, vagy amit akartok (1985, 1989)
- William Shakespeare: Szeget szeggel (1985)
- Szakonyi Károly: Ki van a képen? (1986)
- Knott: Várj, míg sötét lesz (1986)
- Dumas: Kean, a színész (1986)
- Háy Gyula: Mohács (1987)
- Coward: Szénaláz (1988)
- William Shakespeare: Tévedések vígjátéka (1988)
- Moldova György: Malom a pokolban (1989)
- Molière: Don Juan (1989)
- Molnár Ferenc: Az üvegcipő (1990)
- Tim Rice - A. L. Webber: József és a színes, szélesvásznú álomkabát (1991, 2008)
- Slade: A férfi, akit szeretek (1992)
- Poliakoff: ...És te, szépségem, igen-igen, te... (1992)
- Dorfman: A halál és a leányka (1992)
- Kaufman-Hart: Egyszer az életben (1993)
- Simon: Ölelj át! (1993)
- Daniels: Jövőre veled újra (1993)
- Stone-Cooney: Miért nem marad reggelire? (1994)
- Stendhal: Vörös és fekete (1994)
- Cooney-Chapman: Ne most, drágám! (1995, 2007)
- Bergman: Társasjáték New Yorkban (1995)
- Simon: Hotel Plaza (1995)
- William Shakespeare: Ahogy tetszik (1996)
- Marriott-Foot: Csak semmi szex, angolok vagyunk (1996)
- A. L. Webber: A szerelem arcai (1996)
- Cooney: A miniszter félrelép (1996)
- Simon: Az utolsó hősszerelmes (1996, 2011)
- Sondheim: Egy nyári éj mosolya (1997)
- Cooney: Nem ér a nevem (1997)
- Bart: Oliver! (1997)
- Simon: Mezítláb a parkban (1998)
- Simon: Pletyka (1998, 2006)
- Psota! (1999)
- Churchill: Édes bosszú (1999)
- Boublil-Schönberg: Nyomorultak (1999)
- Elice-Rees: Kettős játszma (2000)
- Stroppel: Sors bolondjai (2000, 2009)
- Ebb-Kander-Fosse: Chicago (2000-2001)
- Bennett: Hölgy a furgonban (2000)
- Margulies: Vacsora négyesben (2001)
- Molnár Ferenc: Az ibolya (2001)
- Cooney: Páratlan páros 2. (2002)
- A. L. Webber: Az Operaház Fantomja (2003)
- Simon: Kapj el! (2004)
- Webber - Elton - Bródy: Volt egyszer egy csapat (2005)
- Brooks-Meehan: Producerek (2006)
- Weill: Kurt Weill Cabaret (2007)
- Simon-Hamlish-Sager: Édeskettes hármasban (2007)
- Neil Simon: És mennyi szerelem! (2009)
- Weidman-Stroman: Contact (2009)
- Idle-DuPrez: Spamalot avagy a Gyalog Galopp (2009)
- A. L. Webber - Tim Rice: Jézus Krisztus szupersztár (2010)
- Peter Shaffer: Ördöglakat (2011)
- Vizy Márton: Én, József Attila (Attila szerelmei) (2012)
- Disney-Cameron Mackintosh: Mary Poppins (2012)
- Neil Simon: A Napsugár fiúk (2012)
- Andersson-Ulveaus-Johnson: Mamma Mia (2014)
- Agatha Christie: És már senki sem (Tíz kicsi néger) (2014)
- Ken Ludwig: Primadonnák (2014)
- Boublil-Schönberg: Les Misérables – A nyomorultak (2015, 2016)
- Elton John - Lee Hall: Billy Elliot  (2016)
- Joe DiPietro: Ügyes kis hazugságok (2016)
- Norman-Stoppard: Szerelmes Shakespeare (2017)
- Weinberger - Morgan: Randikutya (Dog Story) (2018)
- Webber-Slater-Fellowes: Rocksuli (2018)
- Hansard-Irglová-Walsh: Once / Egyszer... (2019)
- Christie – Ludwig: Gyilkosság az Orient Expresszen (2020)
- Carol Rocamora: Örökké fogd a kezem! (online) (2020)
- A. L. Webber - Don Black: Vasárnap mondd el! (online) (2021)
- Derzsi-Meskó: A tizenötödik (2022)
- Yazbek - Horn: Aranyoskám (2022)
- Marshall-Lawton-Adams-Vallance: Pretty Woman (Micsoda nő!) (2023)
- Marlow-Moss: SIX (2023)
- Jennifer Lee: Jégvarázs (2025)

## Filmjei, műsorai
- Leánykérés éjjel kettőkor (1980)
- Egy hónap falun (1980)
- Györgyike, drága gyermek (1983)
- Csendélet (1984)
- Hogy volt?! (2010)
- Csillag születik (2009, 2011)
- Marslakók (2012)

## Díjai, elismerései
- Első Veszprémi Televíziós Fesztivál-Első díj (1974)
- Jászai Mari-díj (1981)
- A Magyar Köztársasági Érdemrend tisztikeresztje (1998)
- A színikritikusok díja (2006)
- Pro Urbe Budapestért díj (2006)
- Nádasdy Kálmán-díj (2008)
- Kossuth-díj (2009)
- Pro Urbe Erzsébetváros díj (2019)[5]